# Rio Luga
O rio Luga (em russo:  Луга, (em finlandês:  Laukaa ou Laukaanjoki, vótico Laugaz) é um rio do Oblast de Novgorod e do Oblast de Leningrado, Rússia. O rio desagua na baía de Luga do golfo da Finlândia e nessa foz fica o terminal de containers de Ust-Luga.
O rio fica congelado desde o início de dezembro e assim fica até abril. O seu principal afluente é o rio Oredezh. Algumas partes do Luga são navegáveis e às suas margens ficam as cidades de Luga e Kingisepp. Shum Gora é um sítio arqueológico próximo às margens do rio Luga.